# Darlington, Indiana
Darlington är en kommun (town) i Montgomery County i Indiana. Orten har fått namn efter Darlington i England. Vid 2010 års folkräkning hade Darlington 843 invånare.